# Mercado Fermín López
El Mercado Fermín López es uno de los centros de abasto más antiguos y representativos de la ciudad de Oruro, Bolivia. Situado en la calle Ayacucho, entre Presidente Montes y Washington, este mercado se edificó en predios del antiguo convento de la orden religiosa de los dominicos, establecido a principios del siglo XVII. A lo largo del tiempo, la infraestructura fue transformada para convertirse en el Mercado Central, y posteriormente en el Mercado Fermín López, nombre que honra al alcalde que promovió su modernización. Este mercado destaca por su historia arquitectónica, su relevancia cultural y su papel económico en la ciudad.

## Historia

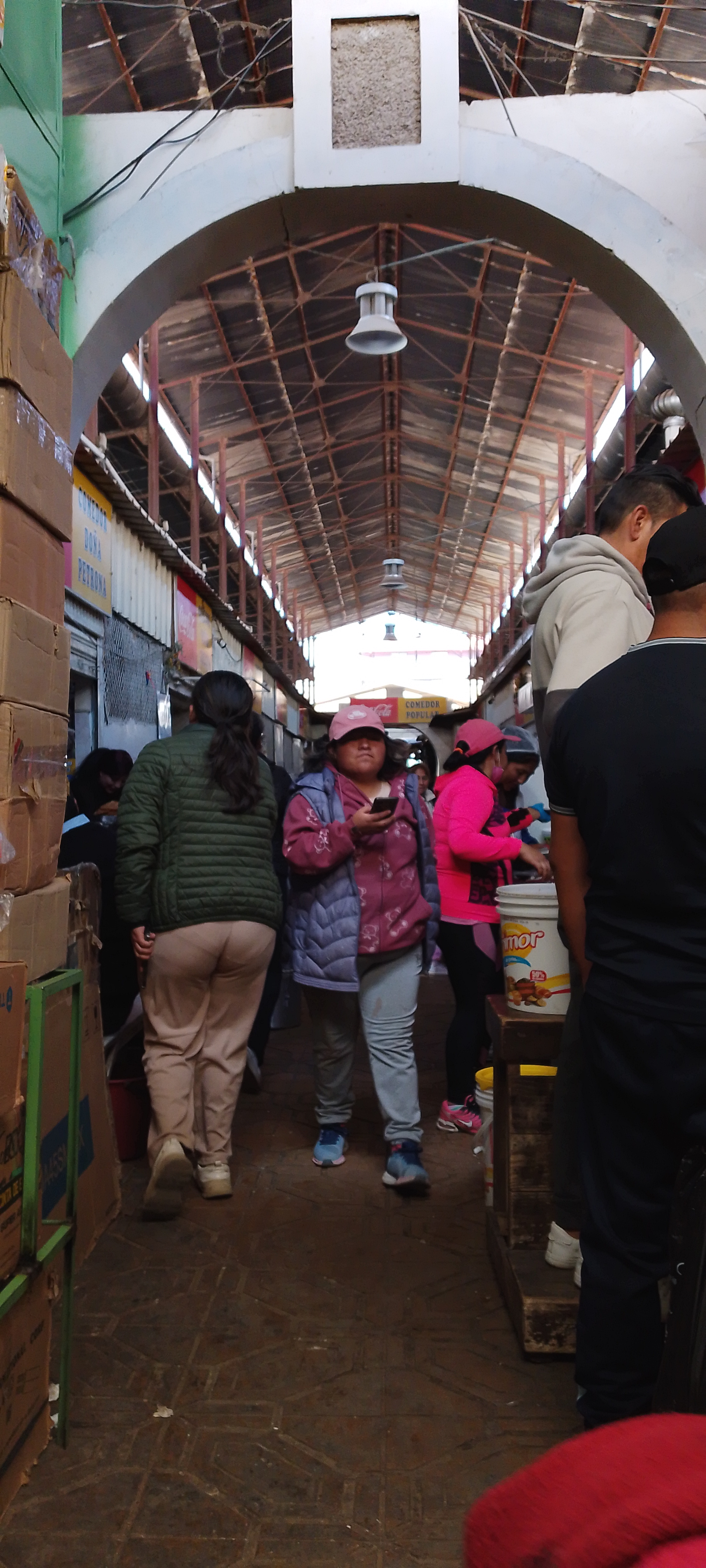
La inclusión de una estructura metálica importada desde Inglaterra convirtió al mercado Fermín López en uno de los primeros edificios de su tipo en Bolivia

Los terrenos donde actualmente se levanta el Mercado Fermín López formaron parte del convento de la congregación de los dominicos desde al menos el año 1602, durante el periodo virreinal. Este convento era un referente urbano en la antigua Villa de San Felipe de Austria (actual Oruro), especialmente por su proximidad con el sector conocido como la Ranchería, donde vivían las poblaciones indígenas.
Tras la retirada de los dominicos durante la etapa republicana, el espacio fue abandonado y, hacia fines del siglo XIX, las autoridades municipales decidieron transformarlo en un centro de abasto. Así nació el "Mercado Central", que atendía a las necesidades alimentarias y comerciales de una población urbana y minera en crecimiento.
En la década de 1910, durante la gestión del alcalde Fermín López Téllez, se impulsaron importantes obras de ampliación y modernización del mercado. Por ello, en homenaje a esta figura, se adoptó su nombre. 
El mercado fue una respuesta a las necesidades de una población urbana y minera en expansión, en particular entre 1892 y 1900, cuando Oruro experimentó  también una notable presencia de colonias extranjeras. 

## Arquitectura y construcción
El edificio actual del mercado conserva elementos del convento original del siglo XVIII, aunque ha experimentado sucesivas remodelaciones. Una de sus características más notables es el uso de materiales importados desde Inglaterra, como columnas de hierro, tirantes y calaminas, los cuales fueron gestionados por el embajador boliviano en Londres, Luis Zalles. La estructura fue ensamblada por el arquitecto paceño Adán Sánchez, profesional formado en París, quien también estuvo a cargo de otras obras importantes en Oruro como la Aduana, la Casa de Correos y el Palacio Prefectural.

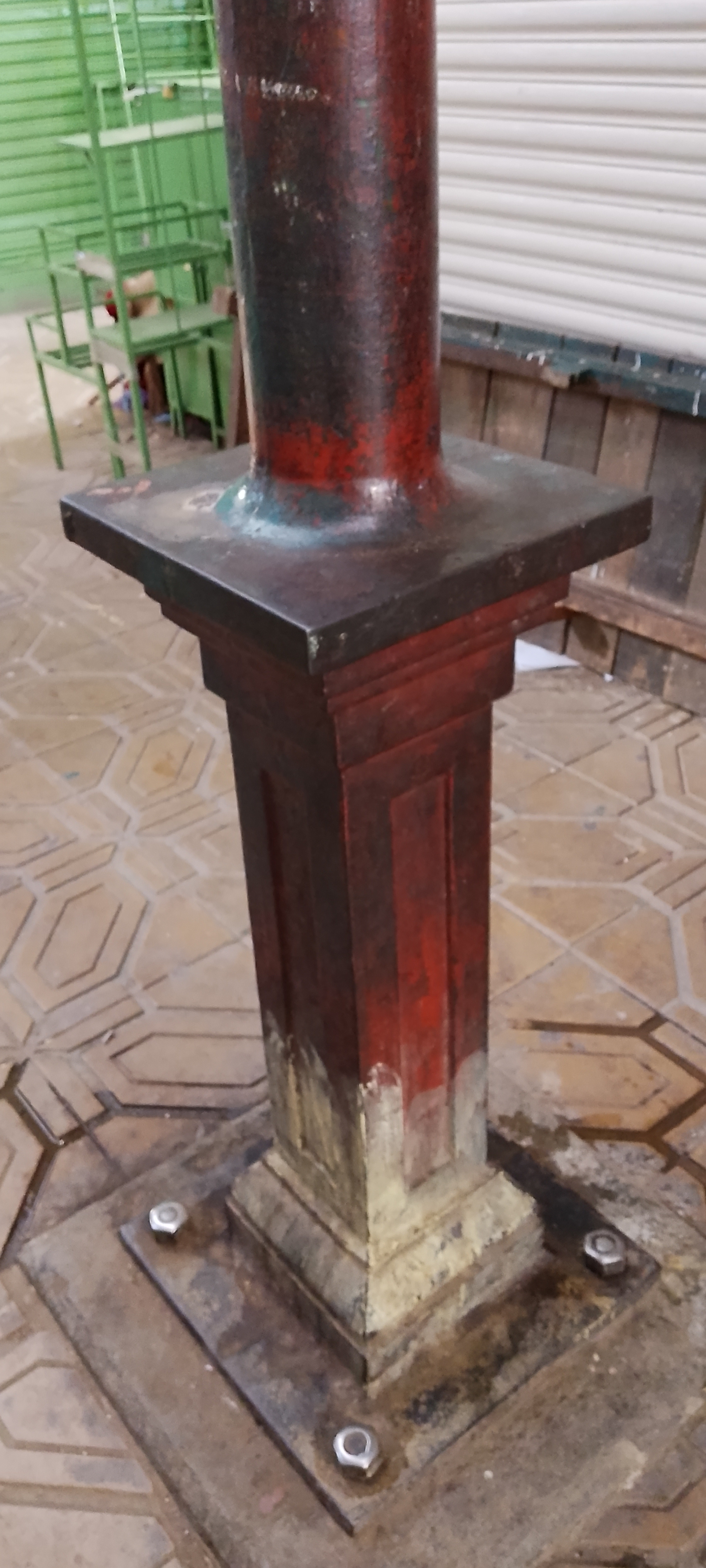
Para la construcción del mercado Fermín López se importaron columnas de hierro traídas desde Inglaterra a comienzos del siglo XX

El proyecto inicial fue comenzado en 1903 por el alcalde José Víctor Zaconeta y contó también con aportes del arquitecto italiano Roque Montano. La inclusión de una estructura metálica en el mercado lo convirtió en uno de los primeros edificios de su tipo en Bolivia. Uno de los espacios notables del mercado durante sus primeros años fue el Cuartel de Bomberos de la Compañía Eslava, ubicado hacia la calle Ayacucho. En el lado sur del edificio funcionaba el antiguo matadero, que aún conserva ganchos originales. 

## Función económica y social
Además de productos alimenticios y de uso cotidiano, el mercado ofrece una variedad insólita de bienes: desde artículos de escritorio y electrónicos hasta ofrendas rituales, telas, productos cárnicos y otros. En la actualidad, el espacio ha crecido con la incorporación de una feria en el exterior del mercado conocida como la Súper Feria, realizada los días miércoles y sábados, especializada en la venta de ropa, zapatos y electrodomésticos.

## Cultura, identidad y tradición
En el interior del mercado, uno de los elementos más emblemáticos es la venta del tradicional api con pastel de queso, bebida caliente a base de maíz. El espacio donde se expende este api está decorado con murales que ilustran escenas de la identidad orureña. Asimismo el helado de canela es un producto muy popular en Oruro y fue declarado patrimonio cultural gastronómico de Oruro.

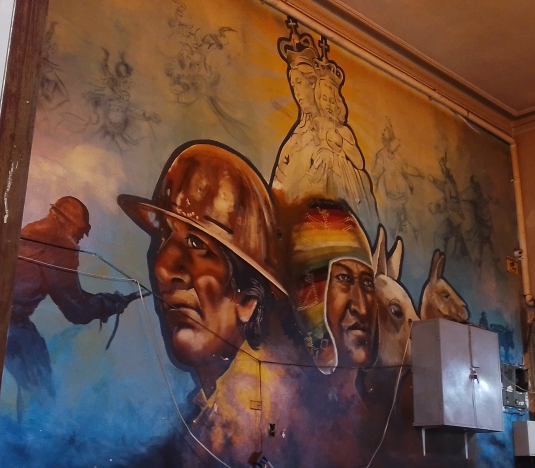
Mural que se puede observar en el sector de venta de apis en el mercado Fermín López, representa la cultura minera y el contexto andino de Bolivia
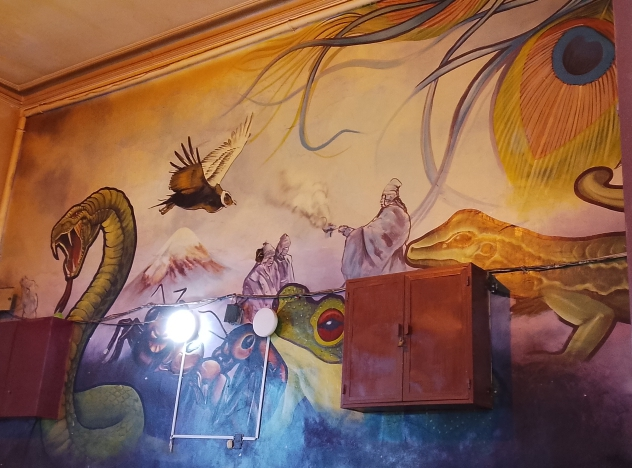
Mural que se puede observar en el sector de venta de apis en el mercado Fermín López, qué representa figuras mitológicas de la cultura orureña